# 莫里斯·若利
莫里斯·若利（法語：Maurice Joly，發音：[mɔʁis ʒɔli]；1829年9月22日—1878年7月15日；又译毛里斯·若利）法国政治作家、律师，以讽刺拿破仑三世和捍卫共和主义的小说《马基雅维利与孟德斯鸠在地狱的对话》而知名，该书部分内容后被反犹虚构作品《锡安长老会纪要》剽窃。他于1878年自杀去世。